# Hécatombaia
Hécatombaia, translittération du grec ancien Έκατομβαϊα, désigne d’une manière générale les fêtes religieuses qui comportaient des hécatombes. La plupart du temps les Hécatombaia ne sont pas des fêtes indépendantes mais font partie d’un ensemble plus vaste de festivités.
On offrait des Hécatombaia à :

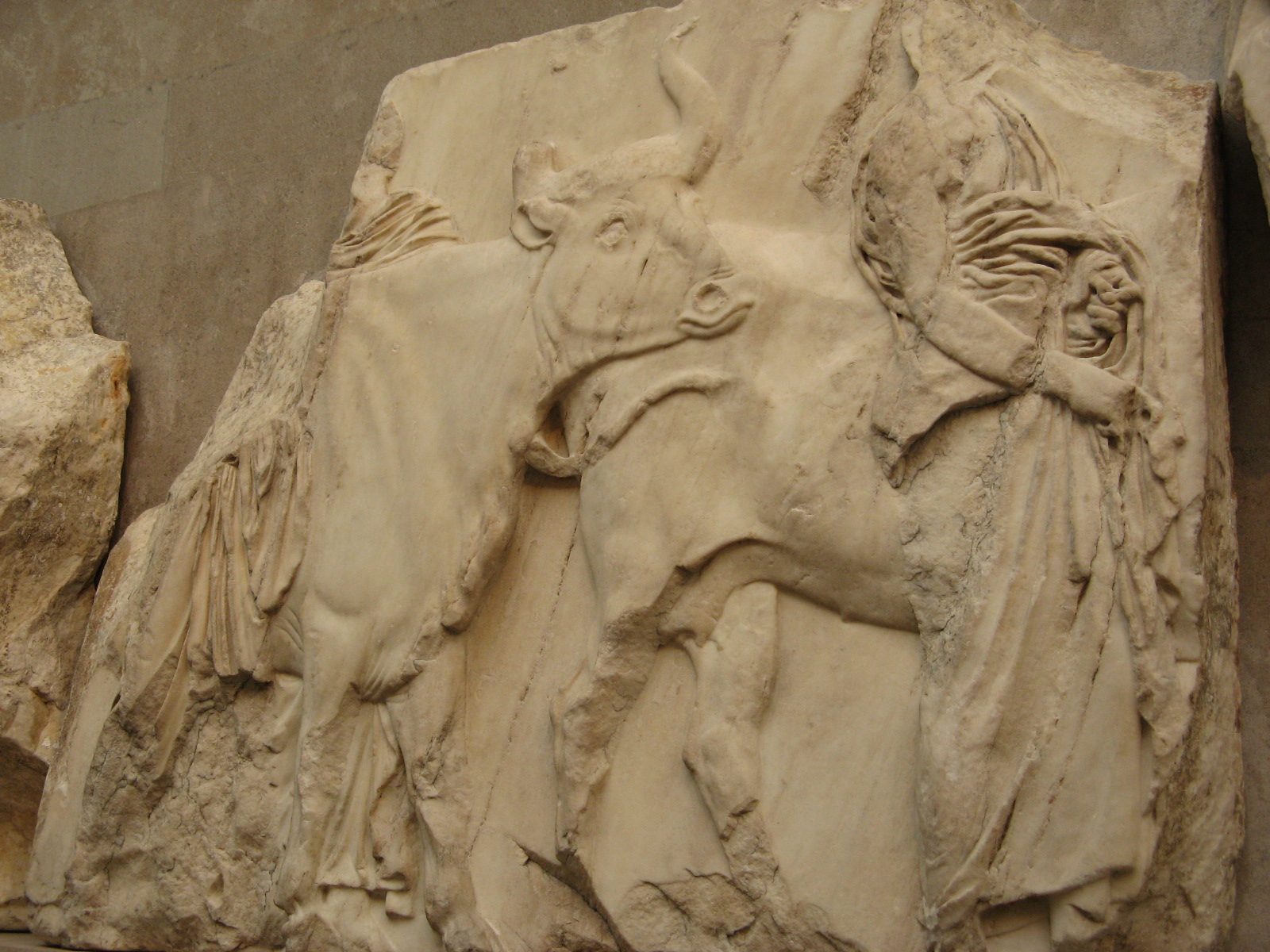
Taureaux menés au sacrifice

- Apollon Hécatombaios (Έκατομβαϊος), à Athènes lors du mois d’Hécatombeion. Nous ne savons rien du déroulement de cette Hécatombaia. On sacrifiait aussi à Apollon Hécatombaios dans d’autres régions grecques. Par exemple à Mykonos, étaient immolés un taureau et dix agneaux. Des concours musicaux pouvaient accompagner la fête.

- Athéna lors des Panathénées (petites et grandes).

- Héra lors de la grande fête qui lui était dédiée à Argos, les Héraia.

## Sources
- Dictionnaire des antiquités grecques et romaines, Daremberg,  Saglio ; article: Hekatombaia